# Norrviken, Västerbotten
Norrviken är en sjö i Skellefteå kommun i Västerbotten och ingår i Bureälven-Mångbyåns kustområde.